# Kolkwitz
Kolkwitz (em baixo sorábio: Gołkojce) é um município da Alemanha, situado no distrito de Spree-Neiße, no estado de Brandemburgo. Tem 104,02 km² de área, e sua população em 2019 foi estimada em 9.219 habitantes.